# Echemus inermis
Echemus inermis är en spindelart som beskrevs av Cândido Firmino de Mello-Leitão 1939. 
Echemus inermis ingår i släktet Echemus och familjen plattbuksspindlar. Inga underarter finns listade i Catalogue of Life.